# 黑板树碱
黑板树碱是一种吲哚生物碱，化学式为C21H24N2O5。它最初于1989年从黑板树（Alstonia scholaris）的树叶中发现，在有机溶剂提取后，通过柱分离法进行提纯。它可以和COA6蛋白强烈结合。